# Vittoria Palazzo
Vittoria Palazzo (Roma, 1929) è una scrittrice e giornalista italiana.

## Biografia
Nata a Roma nel 1929, si laurea in Lettere nel 1948. Nel 1950 è all'Olivetti di Ivrea, dove lavora al gruppo di Comunità, per il Giornale di Fabbrica e per l'attività redazionale dell'azienda. 
Trasferitasi successivamente a Parigi, viene a contatto con importanti personaggi dell'ambiente intellettuale e letterario francese come Sartre, de Beauvoir, Claudel.
Tornata in Italia, nel 1954 si stabilisce a Milano dove partecipa alla vita letteraria della città, pubblicando versi, racconti e reportage e collaborando con le riviste Votre-Beuté, La sentinella del Canavese, La Martinella, Il Corriere Lombardo, D'Ars, Visto e Settimo Giorno. Sempre a Milano apre Il Salice centro di incontri in anteprima.

## Opere
- Grano novello. Torino, 1948.
- Poesie di un anno. Torino, 1949.
- Scala di Vetro. Ivrea, 1950.
- Sulla mia strada. Milano, 1954.
- Ultima estate. Milano, 1958.
- Giro giro tondo. Milano, 1959.
- Ballate delle scarpe ubriache, illustrazioni di A.Recalcati. Milano, 1960 (in 300 esemplari).
- Punto fermo. Milano, 1964.
- Gli altri. Firenze, 1965.
- Donne di artisti, con F.Traversi e D.Manzella. Milano, 1965.
- Pareti lisce. Milano, 1967.
- Vibrazioni, incisioni di Silvana Siclari. Milano, 1969 (in 300 esemplari).
- L'altra parte di te. Firenze, 1970.
- Appuntamenti di tempo, Milano, 1972.
- Da vicino 1. Milano, 1973.
- Da vicino 2. Milano, 1975.
- Incognita. Firenze, 1976.
- Passeggiate in Brianza. Milano, 1977 (in 99 esemplari).
- Le previste scadenze. Firenze, 1979.
- Monstrenta, incisioni a colori di O.Masi. Milano, 1980 (in 99 esemplari).
- Conchiglie legate, poesie autografe e serigrafie di R.Brindisi. Milano, 1982 (in 99 esemplari).
- Ed è amore. Milano, 1982.
- Ancora amore. Milano, 1983.
- Parabola d'amore. Milano, 1985.
- Sola non sola. Milano, 1988.